# Château de Montbillon
Le château de Montbillon est situé à Saint-Sornin (France).

## Localisation
Le château est situé sur la commune de Saint-Sornin, dans le département de l'Allier, en région Auvergne-Rhône-Alpes.

## Description
Le château de Montbillon date du XVIIe et du XIXe siècles. L'ensemble comprend une chapelle et un pigeonnier.
La beauté de la situation qui permet depuis la cour d'entrée une vue sur le petit bourg de Saint-Sornin et les volumes du commun avec clocheton font de cet ensemble un des plus remarquables de la commune de Saint-Sornin.
L'étang du Lion, situé sur la commune voisine de Rocles, faisait initialement partie du domaine agricole entourant le château.

## Historique
Parmi la liste de ses anciens propriétaires, on peut citer la famille Thonier, et notamment Claude-Antoine Thonier de Villiers de Montbillon, fils de Gilbert et de Marie-Jeanne Foucault, officier de santé à Saint-Sornin après des études de médecine à Montpellier, né à Beaucotray, paroisse de Rocles, le 23 mars 1767 et mort le 1er février 1854. Il avait épousé à Montmarault, le 6 janvier 1795, Marie-Jeanne Michelon, fille de Gilbert-Louis-Grégoire Michelon de Cheuzat, député à l'Assemblée nationale.